# Даррелл Артур
Даррелл Артур (англ. Darrell Arthur; нар. 25 березня 1988) — американський професійний баскетболіст. Виступає за клуб НБА «Мемфіс Ґріззліс». Грає на позиції форварда.

## Кар'єра в НБА
Даррелл був обраний на драфті 2008 під 27 загальним номером клубом «Нью-Орлінс Горнетс». Після драфту Артур був проданий у «Портленд Трейл-Блейзерс». У складі цього клубу він також не зіграв жодної гри, оскільки ще до початку регулярної першості його обміняли на Ніколя Батума у «Х'юстон Рокетс».
У «Ґріззліс» Артур потрапив у результаті обміну на Донте Гріна.
У дебютному сезоні Артур провів у НБА 76 ігор, із них у 64 він виходив у стартовому складі. Він набирав у середньому за гру більше 4 підбирань та 5 очок. «Ґріззліс» завершили сезон з 24 перемогами — результат, далекий від плей-оф.
У наступному сезоні Артур взяв участь лише у 32 іграх регулярної першості.
У сезоні 2010-11 Артур пропустив лише 2 гри регулярної першості. Він проводив на майданчику у середньому 20 хвилин за гру. Також Даррелл вперше потрапив у плей-оф — «Ґріззліс» протягом регулярної першості здобули 46 перемог та завершили сезон на третьому місці у дивізіоні.

### Статистика кар'єри в НБА

#### Регулярний сезон
| Сезон   | Команда         | GP  | GS | MPG  | FG%  | 3P%  | FT%  | RPG | APG | SPG | BPG | PPG |
| ------- | --------------- | --- | -- | ---- | ---- | ---- | ---- | --- | --- | --- | --- | --- |
| 2008–09 | Мемфіс Ґріззліс | 76  | 64 | 19.3 | .438 | .000 | .667 | 4.6 | .6  | .7  | .7  | 5.6 |
| 2009–10 | Мемфіс Ґріззліс | 32  | 1  | 14.3 | .432 | .000 | .567 | 3.4 | .5  | .4  | .4  | 4.5 |
| 2010–11 | Мемфіс Ґріззліс | 80  | 9  | 20.1 | .497 | .000 | .813 | 4.3 | .7  | .7  | .8  | 9.1 |
| 2012–13 | Мемфіс Ґріззліс | 59  | 3  | 16.4 | .451 | .278 | .717 | 2.9 | .6  | .4  | .6  | 6.1 |
| 2013–14 | Денвер Наггетс  | 68  | 1  | 17.1 | .395 | .375 | .855 | 3.1 | .9  | .6  | .7  | 5.9 |
| 2014–15 | Денвер Наггетс  | 58  | 4  | 17.0 | .404 | .236 | .780 | 2.9 | 1.0 | .8  | .4  | 6.6 |
| 2015–16 | Денвер Наггетс  | 70  | 16 | 21.7 | .452 | .385 | .755 | 4.2 | 1.4 | .8  | .7  | 7.5 |
| Кар'єра |                 | 443 | 98 | 18.4 | .444 | .314 | .761 | 3.7 | .8  | .6  | .6  | 6.7 |

#### Плей-оф
| Сезон   | Команда         | GP | GS | MPG  | FG%  | 3P%   | FT%  | RPG | APG | SPG | BPG | PPG |
| ------- | --------------- | -- | -- | ---- | ---- | ----- | ---- | --- | --- | --- | --- | --- |
| 2011    | Мемфіс Ґріззліс | 13 | 0  | 15.5 | .459 | 1.000 | .765 | 2.2 | .5  | .5  | .9  | 7.1 |
| 2013    | Мемфіс Ґріззліс | 15 | 0  | 11.7 | .472 | .000  | .889 | 2.5 | .4  | .1  | .3  | 3.9 |
| Кар'єра |                 | 28 | 0  | 13.4 | .464 | .333  | .808 | 2.4 | .5  | .3  | .6  | 5.4 |